# Moldoványi Gusztáv
Moldoványi Gusztáv (1914-ig Mráz; Dobsina, 1876. január 12. – 1977 előtt) pedagógus, főgimnáziumi tanár.

## Élete
Mráz Sámuel és Uchrincskó Zsófia iparos szülők fia. A főgimnáziumot Rozsnyón, az egyetemi tanulmányait Budapesten végezte, ahol 1895-től az Eötvös József Collegium tagja. 1899-ben tett szakvizsgálatot bölcseletből és modern filológiából. Ekkor lett tanár a pancsovai főgimnáziumban egészen 1905-ös áthelyezéséig. 1905-ben a Balassagyarmati Főgimnázium elsősorban magyar és német nyelv, illetve szép- és gyorsírás tanára, felső ifjúsági könyvtár, illetve a Nógrádmegyei Múzeum régészeti osztályának őre lett. 1914-ben a Balassagyarmati Polgári Leányiskola női kereskedelmi szaktanfolyamán is tanított. 1920-ban a budapesti V. kerületi Berzsenyi Dániel Főgimnáziumba helyezték át, ahol görögpótló irodalmat is tanított. 1923-tól a budapesti VI. kerületi Kölcsey Ferenc Reálgimnázium tanára lett.
Az Országos Középiskolai Tanáregyesület és a Filológiai Társulat tagja. 1922-ben a Magyar Goethe Társaság alapító tagja.
Valószínűleg felesége Zolnay Lestách Ilona, és fia volt Moldoványi Gusztáv Imre (1908-1965 után) fogorvos, tatabányai főorvos, hadifogoly.

## Művei
- 1898 A német ballada 1750–1850. Kézirat.
- 1899 A német legenda különösen a XVIII. században. Budapest. (Doktori értekezés)
- 1901 Mit vár az iskola a szülői háztól a testi és erkölcsi nevelés terén. A pancsovai áll. főgymnasium Értesítője.
- 1909 A dobsinai német nyelvjárás - Magyarországi német nyelvjárások 7. Budapest.
- 1927 Dobsinai nyelvjárás. In: Gömöry Árpád (szerk.): A 600 éves Dobsina 1326-1926

Cikkeket írt többek között a Nógrádi Hírlapba (Mráz).